# Miodojady
Miodojady (Meliphagidae) – rodzina ptaków z podrzędu śpiewających (Oscines) w obrębie rzędu wróblowych (Passeriformes).

## Zasięg występowania
Rodzina obejmuje ponad 180 gatunków ptaków śpiewających, występujących w Australii, Indonezji, na Nowej Gwinei i wyspach Oceanii.

## Charakterystyka
Osiągają 10–25 cm długości. Obie płci są ubarwione podobnie, samce niekiedy nieco jaskrawiej. Kolorystyka upierzenia skromna, najczęściej matowozielona lub brązowa, z wyjątkiem wyrazistego rysunku na głowie u niektórych gatunków. Mają smukły, nieco zakrzywiony dziób oraz język z rurkowatymi rowkami po bokach, zakończony szczoteczką. Przemieszczają się parami lub w grupach po lasach i terenach otwartych, żywiąc się nektarem, owadami i owocami. Gniazda mają kształt czarki i są umieszczone w gęstych krzewach i na drzewach.

## Systematyka
Do rodziny zaliczane są następujące rodzaje:

- Myza A.B. Meyer & Wiglesworth, 1895
- Acanthorhynchus Gould, 1837
- Glycichaera Salvadori, 1878 – jedynym przedstawicielem jest Glycichaera fallax Salvadori, 1878 – miodczyk
- Melionyx Iredale, 1956
- Ptiloprora De Vis, 1894
- Lacustroica North, 1910 – jedynym przedstawicielem jest Lacustroica whitei North, 1910 – akacjóweczka
- Ashbyia North, 1911 – jedynym przedstawicielem jest Ashbyia lovensis (Ashby, 1911) – podkasałka pustynna
- Epthianura Gould, 1838
- Stresemannia Meise, 1950 – jedynym przedstawicielem jest Stresemannia bougainvillei (Mayr, 1932) – miodalek melanezyjski
- Ramsayornis Mathews, 1912
- Conopophila Reichenbach, 1852
- Melilestes Salvadori, 1876 – jedynym przedstawicielem jest Melilestes megarhynchus (G.R. Gray, 1858) – miodoń
- Timeliopsis Salvadori, 1876
- Macgregoria De Vis, 1897 – jedynym przedstawicielem jest Macgregoria pulchra De Vis, 1897 – płatkook
- Melipotes P.L. Sclater, 1874
- Gliciphila Swainson, 1837
- Certhionyx Lesson, 1830 – jedynym przedstawicielem jest Certhionyx variegatus Lesson, 1830 – srokatnik
- Pinarostola Sangster, Marki, Gaudin, Irestedt & Jonsson, 2023
- Prosthemadera G.R. Gray, 1840 – jedynym przedstawicielem jest Prosthemadera novaeseelandiae (J.F. Gmelin, 1788) – kędziornik
- Anthornis G.R. Gray, 1840
- Sugomel Mathews, 1922
- Melitograis Sundevall, 1872 – jedynym przedstawicielem jest Melitograis gilolensis (Bonaparte, 1850) – molukomiodzik
- Vosea Gilliard, 1960 – jedynym przedstawicielem jest Vosea whitemanensis Gilliard, 1960 – góromiodzik
- Myzomela Vigors & Horsfield, 1827
- Philemon Vieillot, 1816
- Xanthotis Reichenbach, 1852
- Plectorhyncha Gould, 1838 – jedynym przedstawicielem jest Plectorhyncha lanceolata Gould, 1838 – miodziarek
- Pycnopygius Salvadori, 1880 – jedynym przedstawicielem jest Pycnopygius stictocephalus (Salvadori, 1876) – wilgofilemonek
- Grantiella Mathews, 1911 – jedynym przedstawicielem jest Grantiella picta (Gould, 1838) – złotolotek
- Trichodere North, 1912 – jedynym przedstawicielem jest Trichodere cockerelli (Gould, 1869) – złotokryzik
- Phylidonyris Lesson, 1830
- Cissomela Bonaparte, 1854 – jedynym przedstawicielem jest Cissomela pectoralis (Gould, 1841) – obrożniczek
- Lichmera Cabanis, 1851
- Meliarchus Salvadori, 1880 – jedynym przedstawicielem jest Meliarchus sclateri (G.R. Gray, 1870) – miodzik
- Guadalcanaria E. Hartert, 1929 – jedynym przedstawicielem jest Guadalcanaria inexpectata E. Hartert, 1929 – atolczyk
- Eugymnomyza Andersen, Gregory, Dickinson, Watling & Scofield, 2022
- Foulehaio Reichenbach, 1852
- Nesoptilotis Mathews, 1913
- Entomyzon Swainson, 1825 – jedynym przedstawicielem jest Entomyzon cyanotis (Latham, 1801) – słodnik
- Melithreptus Vieillot, 1816
- Stomiopera Reichenbach, 1852
- Meliphaga Lewin, 1808
- Purnella Mathews, 1914 – jedynym przedstawicielem jest Purnella albifrons (G.R. Gray, 1841) – pstromiodzik
- Lichenostomus Cabanis, 1851
- Gavicalis Schodde & Mason, 1999
- Ptilotula Mathews, 1912
- Caligavis Iredale, 1956
- Acanthagenys Gould, 1838 – jedynym przedstawicielem jest Acanthagenys rufogularis Gould, 1838 – kolcoliczek
- Anthochaera Vigors & Horsfield, 1827
- Bolemoreus Nyári & Joseph, 2011
- Manorina Vieillot, 1818
- Melidectes P.L. Sclater, 1874